# Causes de la révolution américaine
La révolution américaine est une période de changements politiques importantes qui aboutit à la naissance des États-Unis à la fin du XVIIIe siècle.
Après la guerre de Sept Ans (1756-1763), la Grande-Bretagne imposa des taxes à ses treize colonies d’Amérique du Nord sans les consulter. Les colons américains protestèrent auprès du roi George III et du Parlement de Londres. La métropole envoya des troupes pour mater la révolte. Les représentants des colonies réunis à Philadelphie adoptèrent la Déclaration d’indépendance le 4 juillet 1776. Après une série de revers de l’armée continentale commandée par George Washington, la guerre contre la Grande-Bretagne tourna à l’avantage des Américains. Les insurgés reçurent l’aide de volontaires français puis de la France de Louis XVI, de l’Espagne et des Provinces-Unies. Londres dut reconnaître l’indépendance des États-Unis en 1783. Le nouveau pays se dota d’une Constitution (1787) qui s’inspirait de la philosophie des Lumières. George Washington fut élu président en 1789 ; mais les premières années de la république américaine furent marquées par des oppositions politiques et des tensions sociales. La révolution américaine eut un retentissement important en Europe, notamment en France. Elle fit l’objet de nombreux débats historiographiques et marqua de façon durable la culture américaine.
Les années 1763-1774 voient la montée des tensions entre les colons et leur métropole, dues aux divergences d'intérêt et à la politique impérialiste britannique, marquée par une série de lois, rapidement abrogées par le pouvoir central. Les résistances américaines au mercantilisme et à la politique fiscale de Londres dégénèrent parfois en émeutes et révoltes épisodiques encore peu menaçantes.

## Au lendemain de laguerre de la Conquête
Avant la guerre de Sept Ans, des germes de tensions sont apparus. Déjà les colons regardent d’un mauvais œil les tentatives de la Métropole. Sur ces entrefaites la guerre éclate, un conflit dont la périodicité (1756-1763) diffère de celle du continent, ainsi que sa dénomination. L'armée britannique manque de troupes et espère le soutien de ses colonies, bien que celles-ci soient exemptées de toute imposition. La participation des colonies se limite au vote par les Assemblées d’un don volontaire. Les subsides n’arrivent pas ou peu et les engagés volontaires sont rares.
En juillet 1757 arrive un nouveau Secrétaire d’État, Pitt le Premier ou l’Ancien. Le ministre est assez proche idéologiquement des Américains et s’est beaucoup documenté sur leurs préoccupations. Il décide de ne pas brusquer ce peuple et affirme sa volonté d’établir un véritable partenariat. Il promet ainsi aux colonies que l’effort de guerre sera remboursé, abolit la distinction d'honneur entre les Red Coats (les troupes armées britanniques) et les troupes provinciales : la coutume voulait qu’un officier américain obéisse à un officier britannique, fut-il moins gradé.
L’effet de ses mesures est rapide : un vaste élan patriotique s’empare des colons. Et plus de 60 000 volontaires jouèrent un grand rôle dans le succès final de la Grande-Bretagne. En 1759, James Wolfe s’empare de Québec, en 1760, les Britanniques contrôlent le Canada français.
Ainsi, à cette date, le prestige de la Métropole est à son comble aux Amériques. Elle est bien la puissance protectrice souhaitée par les colons. Pitt y est extrêmement populaire. De nouvelles relations de confiances semblent possibles. Mais en octobre 1761, Pitt démissionne. Le gouvernement de George III opte alors pour la fermeté.

## Conséquences de la guerre de Sept Ans

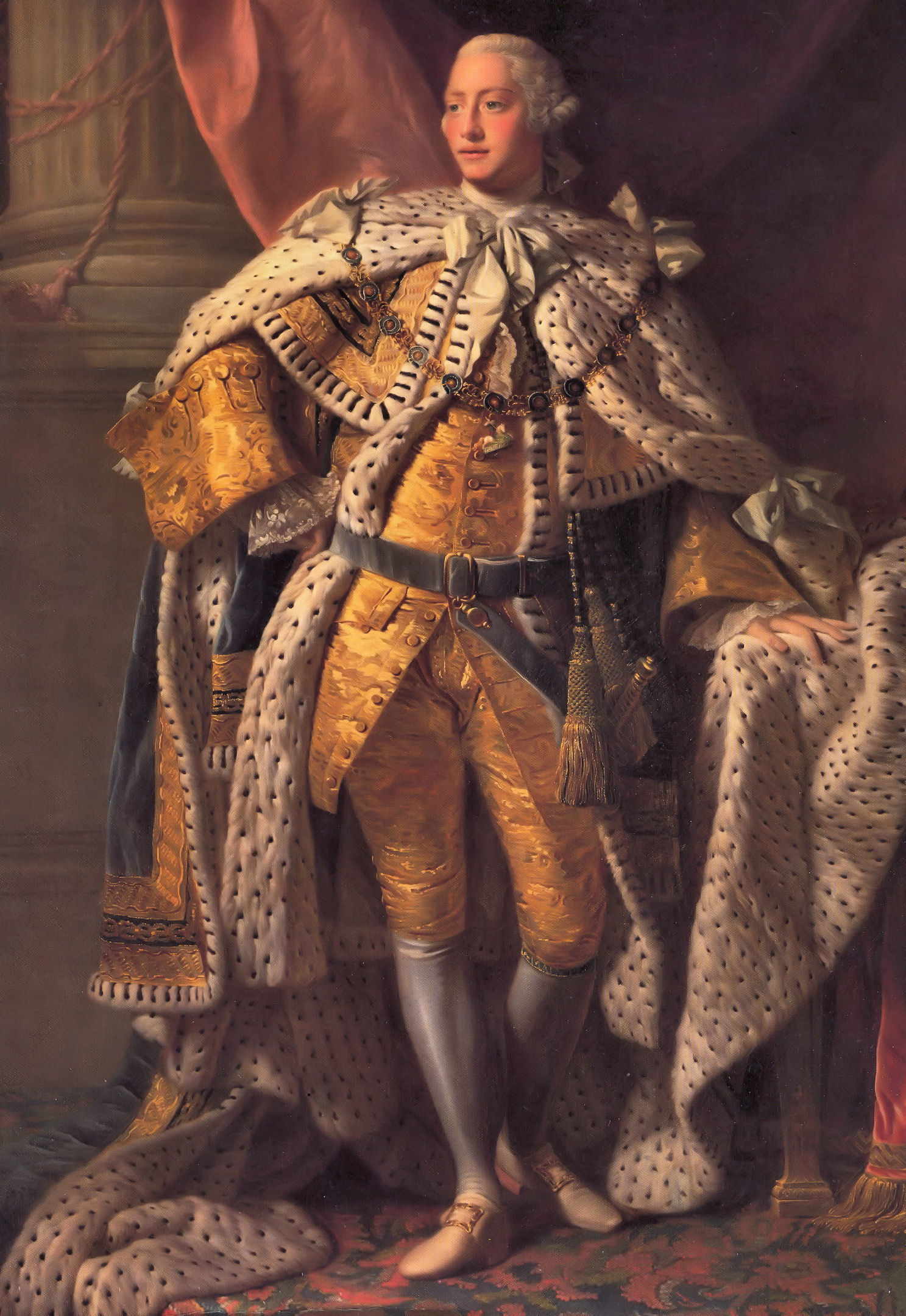
George III.

La guerre de Sept Ans (1756-1763) qui opposa les puissances européennes, a vidé les caisses de la Couronne britannique. Alors que les Treize colonies étaient prospères sur le plan économique, la Grande-Bretagne subissait une crise économique. Londres décida qu'une partie des frais de guerre serait supportée par les colons américains. 

### Modifications territoriales et présence armée
Après le traité de Paris, signé le 10 février 1763, la Grande-Bretagne a acquis les colonies françaises d'Amérique du Nord : le Canada, la Floride (auparavant espagnole) et tous les territoires à l’est du Mississippi passent dans l'Empire britannique. La Louisiane est cédée par la France aux Espagnols en dédommagement. En mars 1763, Lord Bute décide de maintenir une armée dans les colonies, par mesure de sûreté vis-à-vis de l’attitude des Français du Canada et des Espagnols de Floride, sans oublier les Amérindiens (rébellion de Pontiac). Une armée somme toute modeste — 10 000 hommes — commandée par Gage, est laissée sur place. Mais les colons se montrent extrêmement hostiles — dans la lignée britannique — à cette Standing Army (armée permanente). La décision semble arbitraire.

### Proclamation royale de 1763

#### Objectifs
La Proclamation royale de 1763 avait pour objectif d'établir et d'organiser l’empire colonial britannique dans cette région du monde. Il était également question pour la Couronne de pacifier les relations avec les Amérindiens. La Proclamation avait pour but d'apaiser les craintes amérindiennes d’une arrivée massive de paysans blancs sur leurs terres. En effet, les Treize colonies étaient bien plus peuplées que la Nouvelle-France ; les migrants européens, arrivés en nombre important, réclamaient de nouvelles terres pour vivre. La « Frontière » attirait les migrants comme les Écossais suivis par les Allemands. L'épuisement des sols à l'est des Appalaches et la pression démographique accentuèrent la faim de terre des colons.

#### Modalités
La Proclamation créait trois nouvelles colonies : Québec, Floride orientale et Floride occidentale. Elle interdisait aux habitants des Treize colonies de s’installer et d’acheter des terres à l’ouest des Appalaches. La Couronne se réservait par ailleurs le monopole dans l’acquisition des terres indiennes et le roi garantissait la protection des peuples amérindiens,. Londres avait prévu la construction de forts britanniques le long de la limite de colonisation ; ce dispositif devait permettre le respect de la Proclamation mais aussi favoriser le commerce des fourrures avec les Amérindiens. Le gouvernement britannique estimait que ces avant-postes assuraient la défense des Treize colonies et que leur financement revenait donc aux colons.

#### Réaction des colons américains
La Proclamation royale de 1763 souleva le mécontentement des colons américains qui s’étaient déjà implantés dans ces territoires indiens. Ils devaient rendre la terre et revenir dans les Treize colonies. Certains étaient persuadés que le roi souhaitait cantonner les colons américains sur la bande littorale afin de mieux les contrôler. Les colons refusaient de financer la construction et l’entretien des avant-postes royaux sur la ligne définie par la Proclamation. L'éviction des Français du Canada en 1763 assurait la sécurité des Treize colonies qui estimaient ne plus avoir besoin de la protection militaire britannique.

## Les lois
Le 5 avril 1764, le Parlement britannique vote le Sugar Act qui maintient les taxes sur le sucre et les étend à d'autres produits (sucre, certains vins, café, piments, batiste, indiennes). Il était également question d'imposer une réglementation stricte sur les exportations de bois et de fer, ainsi que de renforcer le contrôle britannique sur le commerce colonial. Il provoqua une crise dans la production de rhum et dans le commerce des colonies. Il est très impopulaire auprès des colons. Quelques jours après, le Parlement instaura le Currency Act qui permettait à la métropole de mettre la main sur le système monétaire colonial.
Le Stamp Act, voté en 1765, instituait un timbre fiscal obligatoire pour tous les documents officiels, permis, contrats commerciaux, journaux, testaments, livres et cartes à jouer. Elle affectait tous les colons et non plus seulement les marchands et ne fut guère appliquée en raison des pressions et des résistances des Américains : menaces et intimidation sur les collecteurs de taxe, destruction des timbres. À Boston, on pendit et brûla une effigie d’Andrew Oliver, un agent du timbre. Sa maison fut pillée et son bureau incendié. La demeure du gouverneur du Massachusetts, Thomas Hutchinson fut également vandalisée. 
De nombreuses associations virent le jour afin d’organiser la protestation : elles seront bientôt connues comme les Fils de la Liberté. Des comités de correspondance (Committees of Correspondence) se constituèrent pour unir les opposants et relayer les appels au boycott des marchandises britanniques. La chambre des Bourgeois de Virginie adopta les résolutions de Patrick Henry sur le Stamp Act (Stamp Act Resolves). Elles déclaraient que les Américains possédaient les mêmes droits que les sujets britanniques, en particulier celui de ne pas être taxé sans le consentement de leurs représentants. Ceux qui soutenaient la prétention britannique de taxer les Virginiens seraient considérés comme ennemis de la colonie. Le gouverneur Fauquier préféra dissoudre la chambre des bourgeois de Virginie en réaction à ces propositions radicales.

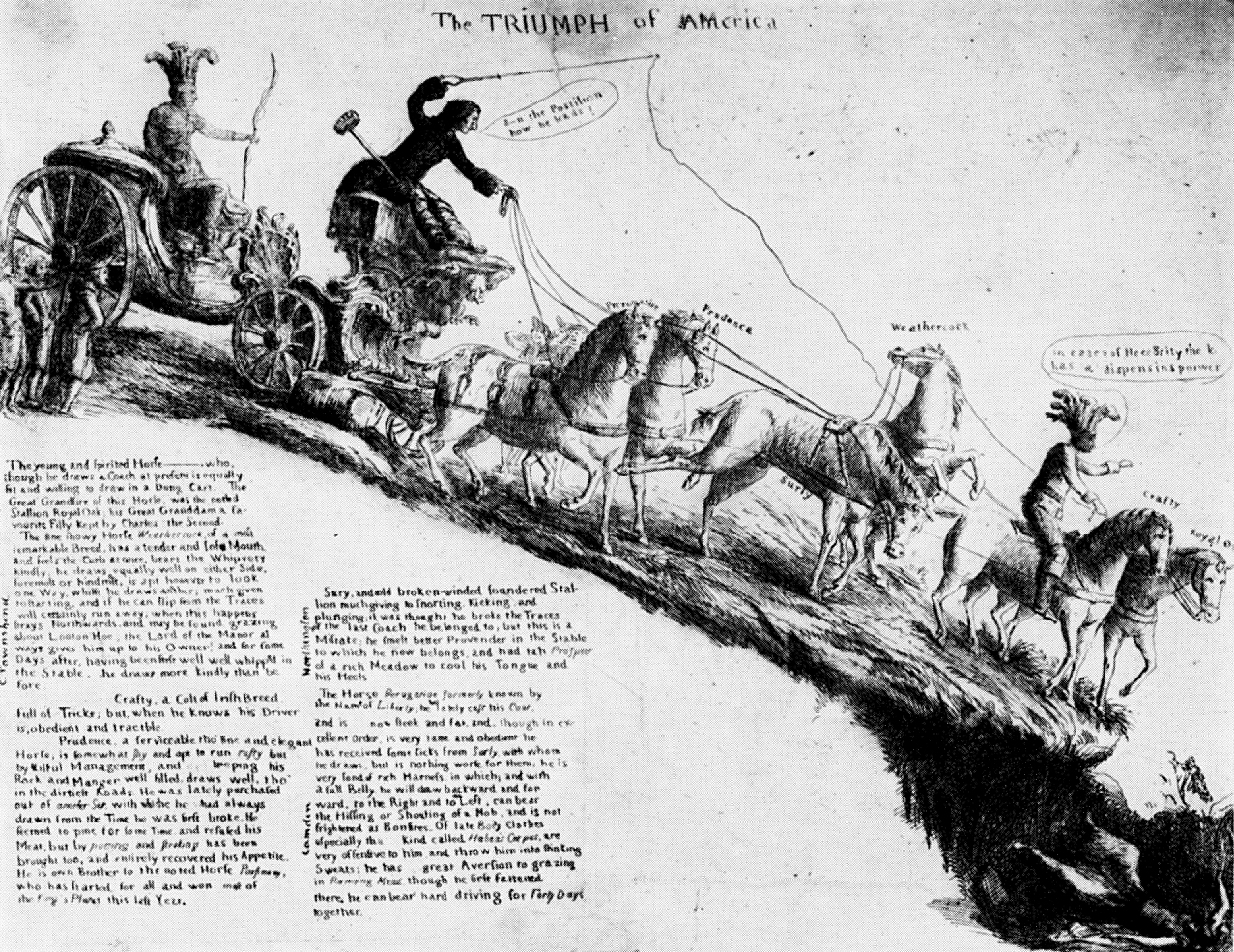
Caricature britannique sur l'abrogation du Stamp Act.

À l'instigation de James Otis, le Massachusetts réclama la tenue d’une assemblée générale intercoloniale : le Stamp Act Congress qui se tint au Federal Hall de New York du 7 au 25 octobre 1765. Les 27 délégués des colonies adoptèrent une Déclaration des Droits et des Griefs (Declaration of Rights and Grievances) et envoyèrent des lettres ainsi que des pétitions à Londres. L’accent était mis sur le Stamp Act mais aussi sur le fait que les colons n’avaient pas le droit de participer à l’élection des députés qui siègent à Londres. Seules les assemblées coloniales avaient le droit de lever de nouvelles taxes en Amérique. Sous l'effet du boycott, la loi fut finalement abrogée le 18 mars 1766. Mais la question de la représentation politique des Américains n’était pas réglée. Et la détermination du Parlement de faire payer des taxes aux colons restait intacte.
Le 24 mars 1765, le Parlement édicta un premier Quartering Act qui exigeait des assemblées coloniales de pourvoir aux besoins des troupes armées britanniques. La résistance fut la plus forte à New York : l’assemblée refusa de financer les troupes et fut suspendue en représailles.
Les Townshend Acts, votés par le Parlement en 1767, instituaient une taxe sur les matières premières importées dans les colonies américaines. L'objectif était de gagner 40 000 livres chaque année pour financer l'administration coloniale. Les troupes britanniques reçurent des renforts pour maintenir le calme à Boston. Londres dut faire marche arrière devant le boycott des marchandises et les lois furent abrogées, même si la taxe sur le thé fut maintenue.

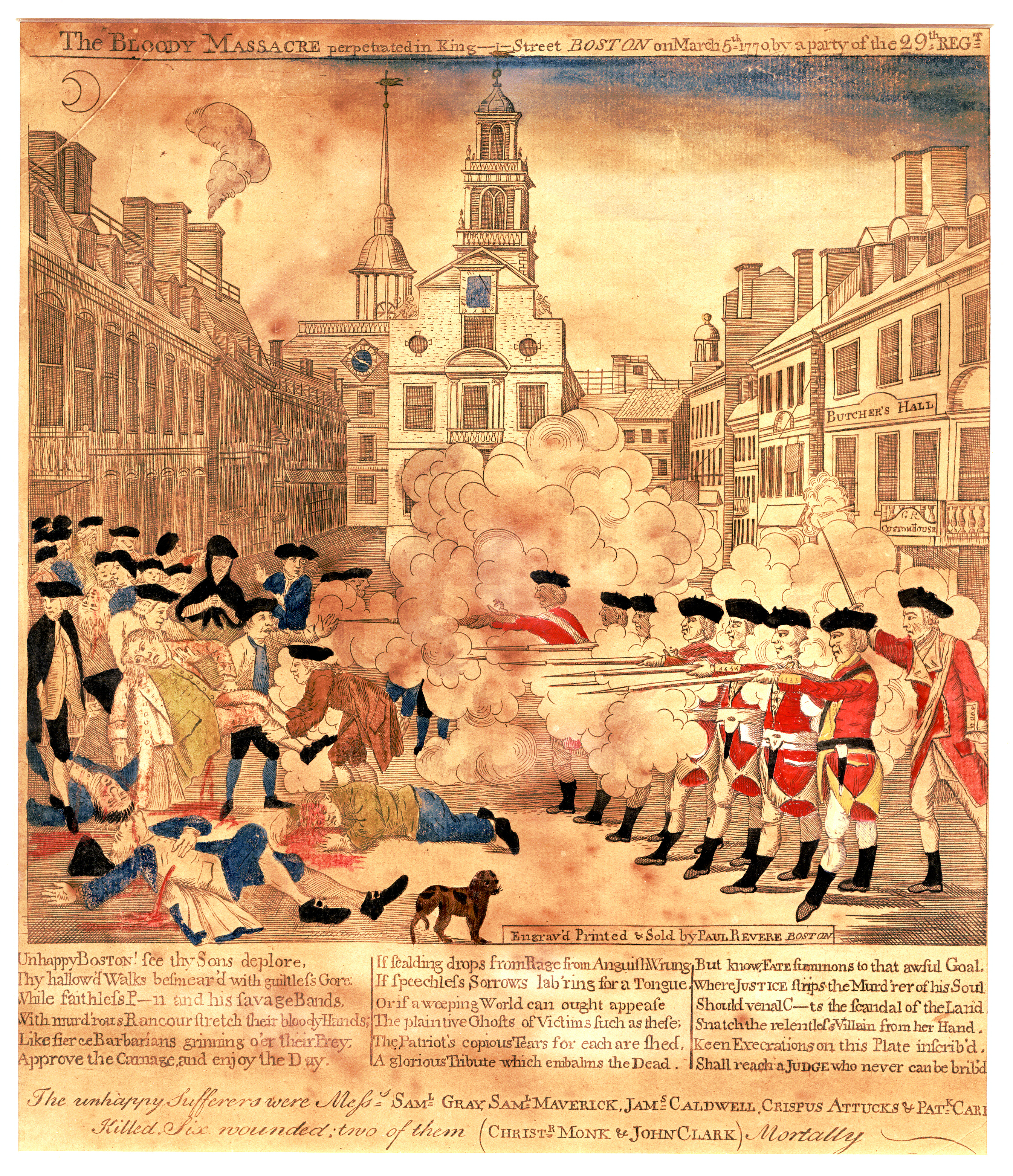
Paul Revere (1735-1818), une représentation du massacre de Boston.

Le 5 mars 1770, au cours d'une violente manifestation dans le centre de Boston, les soldats britanniques tirent sur la foule. Sept personnes trouvent la mort dans le « massacre ». Les journaux de la ville mettent en valeur cet événement et en font le symbole de la tyrannie britannique. 
Le Tea Act est voté en mai 1773 afin de permettre à la Compagnie anglaise des Indes orientales de vendre son thé aux colonies de l'Amérique du Nord sans acquitter de taxes. Elle avait pour but de rétablir les finances de la compagnie en renforçant son monopole.

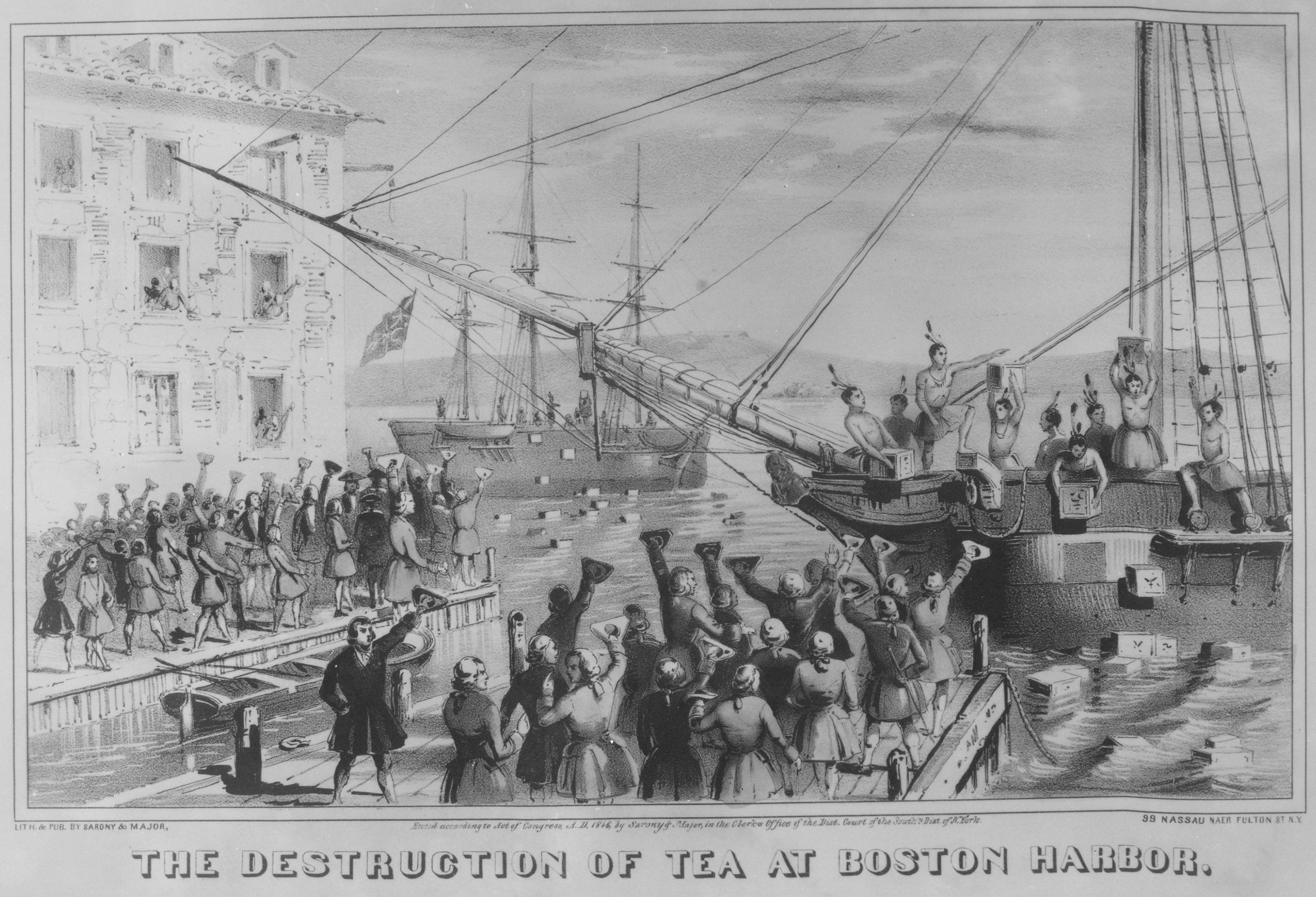
Une représentation de la Boston Tea Party (1773).

Le 16 décembre 1773, des colons déguisés en autochtones jettent plus de 300 caisses de thé par-dessus les quais : c'est la Boston Tea Party. En représailles, la Grande-Bretagne décide de fermer le port de Boston en mars 1774, d'étendre le Quartering Act, d'imposer une lourde indemnité aux Bostoniens et de réformer la procédure judiciaire. Ces quatre mesures sont appelées Intolerable Acts par les Américains et Coercive Acts ou Punitive Acts par les Britanniques.

## Organisation de l'opposition américaine
Tout au long des années 1760-1770, les colons américains organisèrent la résistance et la protestation à la politique britannique. Des réseaux de solidarité se mirent en place, malgré la diversité et l'étendue des colonies. Les principaux foyers de rébellion furent Boston, New York, Philadelphie et la Virginie.
Les Fils de la Liberté, une organisation secrète d'opposants américains formée en 1765, mena différentes actions allant de la rédaction de pamphlets, à la plantation d'arbres de la liberté, de réunions politiques à la violence urbaine. Le profil sociologique des Fils de la Liberté n'était pas uniforme : on trouvait aussi bien des avocats que des ouvriers. Les représentants les plus importants de ce mouvement étaient Paul Revere, Thomas Young, Joseph Warren, Patrick Henry, John Hancock, James Otis, Thomas Crafts Jr., John Adams et son cousin, Samuel Adams, qui fut le meneur de la rébellion en Nouvelle-Angleterre. 
Les actions entreprises contre le pouvoir britannique prennent des formes de plus en plus radicales et organisées. Le recours au boycott dès 1764 à Boston, est l'une des solutions les plus efficaces. Les manifestations se succèdent pour réclamer l'abrogation des actes. Les violences, au départ sporadiques et limitées, se multiplient contre les représentants de l'autorité britannique. Les émeutes urbaines s'en prennent le plus souvent aux gouverneurs, mais aussi aux agents de douanes et des impôts. Progressivement, les acteurs de la contestation politique cherchent à se fédérer et à coordonner leurs actions. À la fin de l’année 1772, après l’affaire du Gaspée, Samuel Adams réfléchit à la mise en place des comités de correspondance (Committees of Correspondence). Ils permettraient d'établir un réseau entre les associations des patriotes dans les Treize colonies. Au début de l’année suivante, la Virginie se dota du premier comité, auquel participèrent Patrick Henry et Thomas Jefferson. Des comités de sécurité (Committee of Safety) furent créés par la suite afin d’assurer l’exécution des résolutions prises par les comités de correspondance et le Congrès continental.
Les Treize colonies envoient des députés pour former des assemblées illégales : d'abord le Stamp Act Congress, puis les Congrès provinciaux (Provincial Congress). En 1774, la Continental Association cherche à renforcer la campagne des boycotts des produits britanniques. L'ultime étape, qui fait définitivement passer la contestation en révolution, est celle du Premier Congrès continental, acte éminemment illégal du point de vue de la métropole, car il crée une assemblée politique indépendante.